# Edward Emerson Barnard
Edward Emerson Barnard (Nashville, Tennessee; 16 de diciembre de 1857-cerca del Observatorio Yerkes, Wisconsin; 6 de febrero de 1923) fue un astrónomo estadounidense conocido por ser un hábil observador, entre cuyos descubrimientos destacan la estrella de Barnard (quinta estrella más cercana a la Tierra) y la luna joviana Amaltea, además de una serie de cometas y nebulosas.

## Infancia y juventud
Hijo del matrimonio formado por Reuben Barnard y Elizabeth Jane Barnard (de soltera Haywood), su padre falleció al poco tiempo de nacer Edward, por lo que no pudo permitirse tener una educación formal. A los nueve años comenzó a trabajar como ayudante de un fotógrafo, de donde nació su curiosidad por la fotografía y, algo más tarde, por la astronomía.

## Investigación
En 1876 se construyó su primer telescopio, un refractor de 127 mm de apertura con el que descubrió su primer cometa en 1881 (aunque cometió el error de no comunicarlo). Continuó con este tipo de observaciones tan fructíferas, y descubrió un segundo cometa ese mismo año y un tercero en 1882.
Empleado como fotógrafo, abrió un estudio como retratista y contrajo matrimonio con Rhoda Calvert en 1881.
En la década de 1880 se recompensaba el descubrimiento de cada nuevo cometa con una prima de 200 dólares: Barnard descubrió un total de ocho, invirtiendo ese dinero en la construcción de una casa para su esposa.
Sus trabajos astronómicos de aficionado pronto llamaron la atención de otros aficionados, quienes realizaron una colecta para pagarle los estudios en la Universidad Vanderbilt, donde se graduó a los 30 años de edad; poco después entraba a trabajar como empleado del Observatorio Lick.
En 1892 realizó observaciones de una nova, y al comprobar que era una nube gaseosa dedujo que se trataba de una explosión estelar; ese mismo año (9 de septiembre), trabajando visualmente con el gran refractor de 91 cm del observatorio, descubrió la quinta luna de Júpiter, el pequeño satélite Amaltea.
Su fama como observador escrupuloso le llevó a trabajar para la Universidad de Chicago (1895), accediendo a trabajar al Observatorio Yerkes en donde pudo efectuar observaciones y estudios con el mayor telescopio del mundo de la época, el gran refractor de 101 cm de abertura: nada más ser instalado descubrió una estrella compañera de Vega la noche siguiente a su montaje (20 de mayo de 1897).
Dotado de una vista muy aguda llegó a observar cráteres sobre la superficie de Marte, pero no publicó este descubrimiento por miedo al ridículo; sus mapas visuales de los satélites jovianos no fueron igualados hasta mediados del siglo pasado y solo serían mejorados por los elaborados gracias a las sondas espaciales.
Entre 1900 y 1914 efectuó estudios colorimétricos de las estrellas de cúmulos estelares, descubriendo que los astros de M13 solo eran de dos tipos: astros amarillos (gigantes rojas) y astros blancos. Siguiendo con este tipo de trabajos fotográficos descubrió varias estrellas variables en cúmulos globulares, midió el período de algunas estrellas variables cumulares, determinó el movimiento propio de sus componentes y en sus últimos años intentó determinar la distancia hasta ellos, encontrándolos extraordinariamente lejanos.
Pionero de la astrofotografía, que aplicó sin descanso a sus estudios estelares, descubrió en 1916 una débil estrella roja dotada de un elevado movimiento propio anual (la estrella de Barnard): se trata de la quinta estrella más próxima a la Tierra, detrás del Sol y el sistema estelar de Alfa Centauri, formado por 3 estrellas. Catalogó un total de 336 nebulosas oscuras, así como cientos de campos estelares de la Vía Láctea, nebulosas gaseosas brillantes (como la que rodea la estrella Antares: el complejo gaseoso de Rho Ophiuchi).
Por sus trabajos, descubrimientos e investigaciones se le concedió la Medalla de Oro de la Royal Astronomical Society en 1897; en 1917 recibiría la prestigiosa Medalle Bruce.
En su honor dos cráteres han sido denominados con su nombre: el cráter lunar Barnard, y el cráter Barnard de Marte; una zona destacada de la luna Ganimedes, Barnard Regio, recuerda el satélite joviano que tanto estudió. Así mismo, el asteroide (819) Barnardiana también lleva su nombre.

## Distinciones
Premios
- Medalla de oro de la Real Sociedad Astronómica (1897)
- Medalla Bruce (1917)

Epónimos
- Cráter lunar Barnard
- Cráter marciano Barnard
- Región Barnard en Ganímedes
- El asteroide (819) Barnardiana
- Estrella de Barnard
- Barnard Hall, en la Universidad Vanderbilt
- Galaxia de Barnard

## Selección de artículos publicados
- “Jupiter. Observations of the Great Red Spot”, (1881), Science, Vol. 2, Issue 28, pp. 9-10.
- “New Nebula near General Catalogue No 4510”, (1885), Astronomische Nachrichten, vol. 110, p. 125.
- “New Double Stars”, (1889), Publications of the Astronomical Society of the Pacific, Vol. 1, n.º 3, p. 38.
- ”Apparent duplicity of the first Satellite of Jupiter”, (1890), Astronomische Nachrichten, volume 125, p.317.
- ”Micrometrical measures of the diameters of Ceres Pallas, and Vesta made with the 36-inch refractor of the Lick Observatory”, (1894), Monthly Notices of the Royal Astronomical Society, Vol. 54, p. 571.
- ”Observations of the fifth satellite of Jupiter”, (1894), Astronomical Journal, vol. 14, iss. 329, p. 135-135 (1894).
- ”On a great photographic nebula near Antares”, (1895), Astronomische Nachrichten, volume 138, p. 211.
- ”Observations of the companions of Procyon, and of beta 883”, (1898), Astronomical Journal, vol. 19, iss. 435, p. 23-24.
- ”Note on some of the variable stars of the cluster Messier 5”, (1895), Astronomische Nachrichten, volume 147, p. 243.
- ”Some abnormal stars in the cluster M13 in Hercules”, (1900), Astrophys. J., 12, 176-181.
- ”Discovery and period of a small variable star in the cluster M13 Hercules”, (1900), Astrophys. J., 12, 182-184.
- ”The annular nebula in Lyra (M 57)”, (1906), Monthly Notices of the Royal Astronomical Society, Vol. 66, p.104-113.
- ”The Great Red Spot on Jupiter”, (1908), Astronomische Nachrichten, volume 178, p. 389.
- ”On the colors of some of the stars in the globular cluster M13 Herculis”, (1909), Astrophys. J., 29, 72-75.
- ”On the motion of some of the stars of Messier 92 (Hercules)” (1909), Astronomische Nachrichten, volume 182, p. 305.
- ”The Variable Star n.º 33 in the Cluster M. 5”, (1914), Astronomische Nachrichten, volume 196, p.11.
- ”Photographic determination of the colors of some of the stars in the cluster M13 (Hercules)”, (1914), Astrophys. J., 40, 173-181.
- ”On the comparative distances of certain globular clusters and the star clouds of the Milky Way”, (1920), Astronomical Journal, vol. 33, iss. 778, p. 86-86.